# Alcis monticola
Alcis monticola är en fjärilsart som beskrevs av Warren. Alcis monticola ingår i släktet Alcis och familjen mätare. Inga underarter finns listade i Catalogue of Life.